# Ранчериас
Ранчери́ас (исп. Rancherías) — посёлок в Мексике, штат Коауила, входит в состав муниципалитета Мускис. Численность населения, по данным переписи 2010 года, составила 640 человек.

## Общие сведения
Расположен в 15 км от муниципального центра — города Мельчор-Мускис.
Застроен в основном деревянными домами начала — середины XX века, которые для возможности перемещения имеют стальные ролики.
Основным видом деятельности является горнодобывающая промышленность.